# Vitória Diogo
Vitória Dias Diogo (* 31. Januar 1964 in Fingoe, Distrikt Maravia, Tete, Portugiesisch-Ostafrika) ist eine mosambikanische Linguistin und Politikerin (FRELIMO). Zwischen 2010 und 2015 hatte sie im Kabinett Guebuza II das Amt der Ministerin für öffentliche Verwaltung inne. Sie war Arbeitsministerin im Kabinett Nyusi I.

## Biographie

### Ausbildung
Vitória Dias Diogo wurde am 31. Januar 1964 im Dorf Fingoe bei Maravia im Nordwesten Mosambiks geboren. Sie besuchte die Grundschule in der Provinzhauptstadt Tete, die sie 1973 abschloss. Daraufhin zog sie nach Maputo, wo sie die Escola Secundária Francisco Manyanga besuchte und 1982 abschloss. Bis 1986 studierte sie Portugiesisch an der Universidade Eduardo Mondlane, bis 1990 absolvierte sie einen Master in Linguistik an der Stanford University.

### Berufliche Karriere
Nach ihrem Studium arbeitete Dias Diogo im Tourismusministerium, bis Staatspräsident Guebuza sie 2010 zur Ministerin für öffentliche Verwaltung (Ministra da Função Pública) in seinem zweiten Kabinett berief.
Nach der Wahl Filipe Nyusis zum neuen Staatspräsidenten im Oktober 2014, beließ dieser Dias Diogo im Kabinett und übertrug ihr das Ressort für Arbeit, Beschäftigung und Sozialsicherung (Ministério de Trabalho, Emprego e Segurança Social).

### Privat
Vitória Dias Diogo ist verheiratet und hat zwei Kinder. Sie ist die Schwester der früheren mosambikanischen Finanz- und Premierministerin Luísa Diogo. Sie ist Anhängerin christlichen Glaubens und spricht neben Portugiesisch auch Cinyungwe, Xironga, Englisch und Spanisch.